# Sousoší Nejsvětější Trojice (Třebechovice pod Orebem)
Sousoší Nejsvětější Trojice se nalézá na rohu Masarykova náměstí u muzea betlémů ve městě Třebechovice pod Orebem v okrese Hradec Králové. Barokní pískovcové sousoší z roku 1749 pocházející z dílny bratří Pacáků je chráněno jako kulturní památka ČR. Národní památkový ústav toto sousoší uvádí v katalogu památek pod rejstříkovým číslem ÚSKP 18601/6-717.

## Popis
Sousoší tvořené Ježíšem, Bohem a Duchem svatým stojí na trojbokém soklu s konvexně vypjatými stranami a s okosenými nárožími s volutami umístěném na kamenném stupni. V přední stěně soklu je nad pasem zprohýbaný rámec s nápisem: Renovatum/ Ano 1832/ per Fundationem/ Wencezslaw Rzehak/. Pod pasem, v dolní části soklu je ve zprohýbaném rámci další nápis. 
Sousoší Nejsvětější Trojice je tvořeno Ježíšem a Bohem Otcem, sedících na oblacích vedle sebe a Duchem Svatým vznášejícím se uprostřed nad nimi. Ježíš je polonahý, plášť má sklouzlý na nohou, levou rukou přidržuje velký kříž, pravou ruku má položenou na prsou a pohlíží na Boha Otce, sedícího po jeho levé ruce. Bůh Otec je oděn v dlouhém přepásaném rouchu s vlajícím pláštěm, při levé ruce má zeměkouli s křížem na vrcholku, kterou nesou okřídlené hlavičky andílků a pravou ruku má pozvednutu v žehnajícím gestu. Nad nimi se vznáší Duch Svatý v podobě holubice, obklopené paprsky svatozáře. 
Sousoší Nejsvětější Trojice bylo naposledy restaurováno v roce 2005.

## Galerie

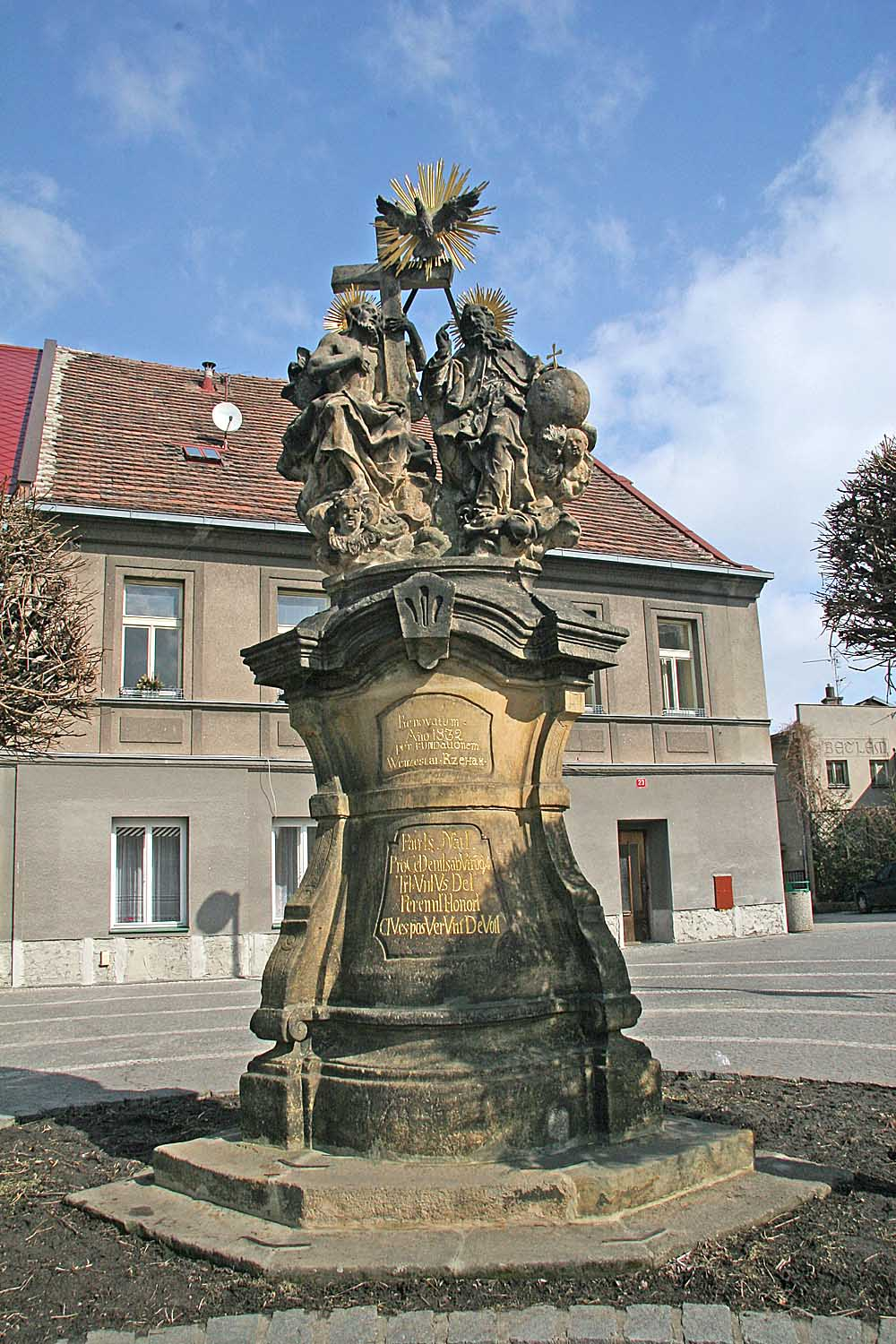
Třebechovice - socha Nejsvětější Trojice
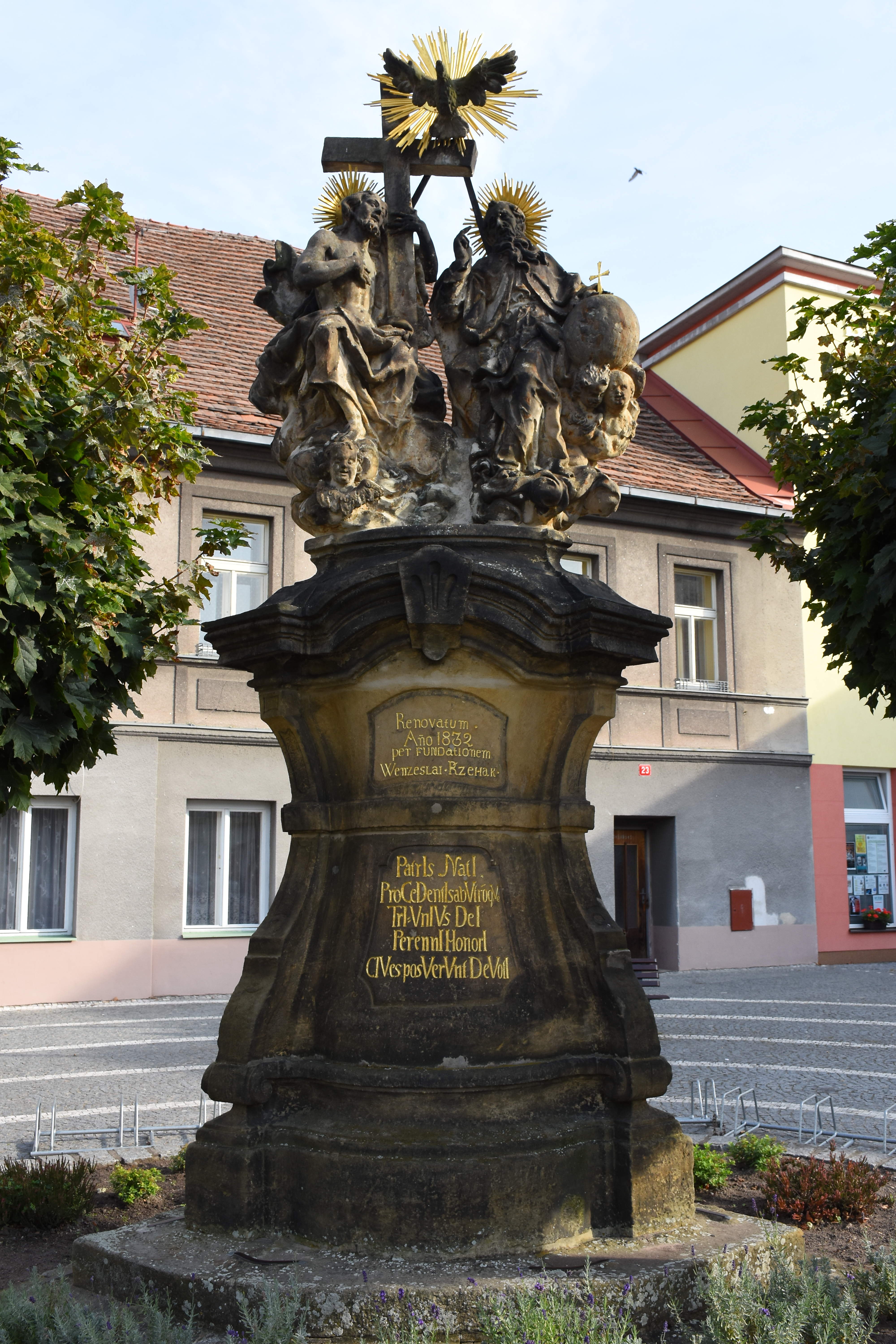
Třebechovice - socha Nejsvětější Trojicepg
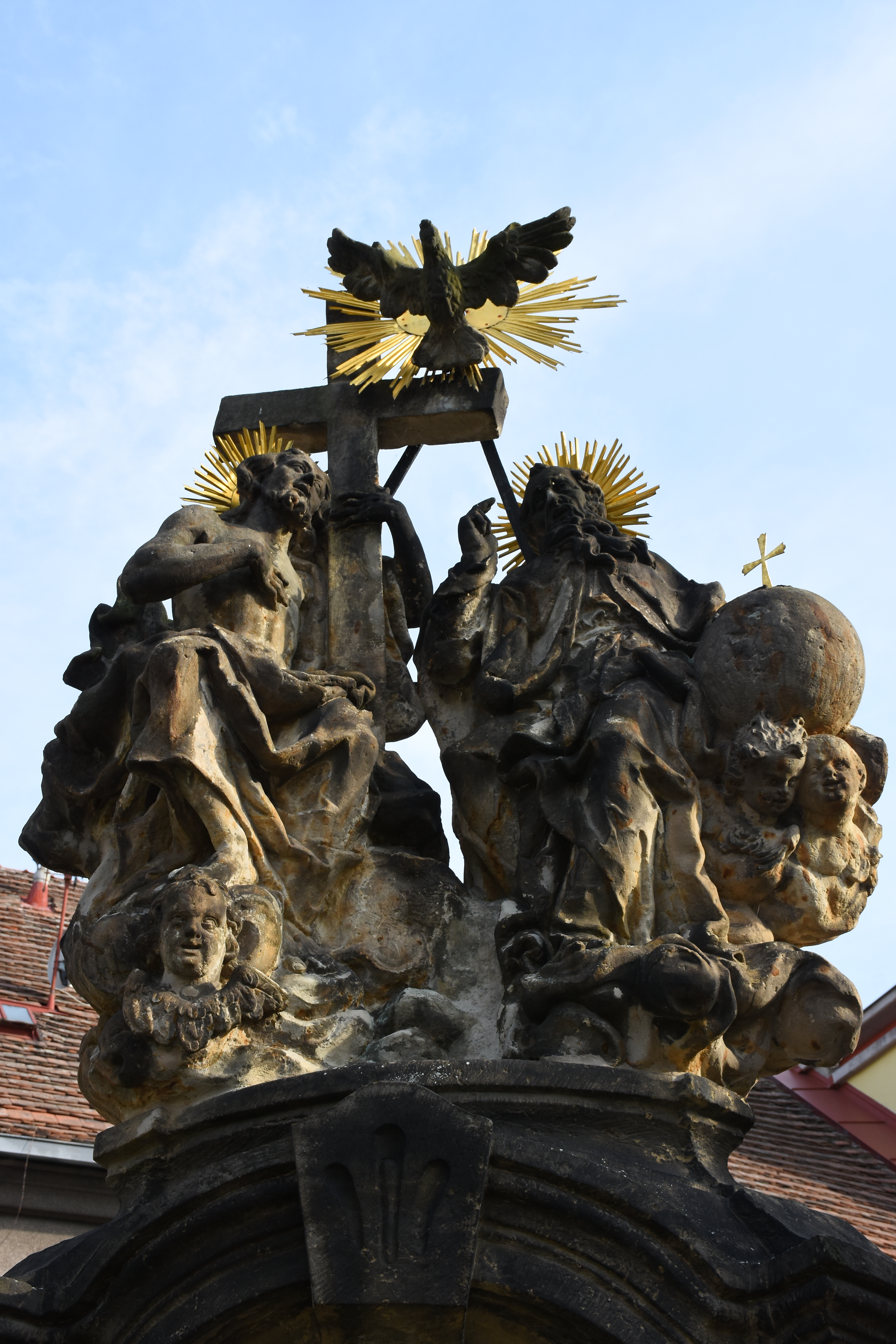
Třebechovice - socha Nejsvětější Trojice
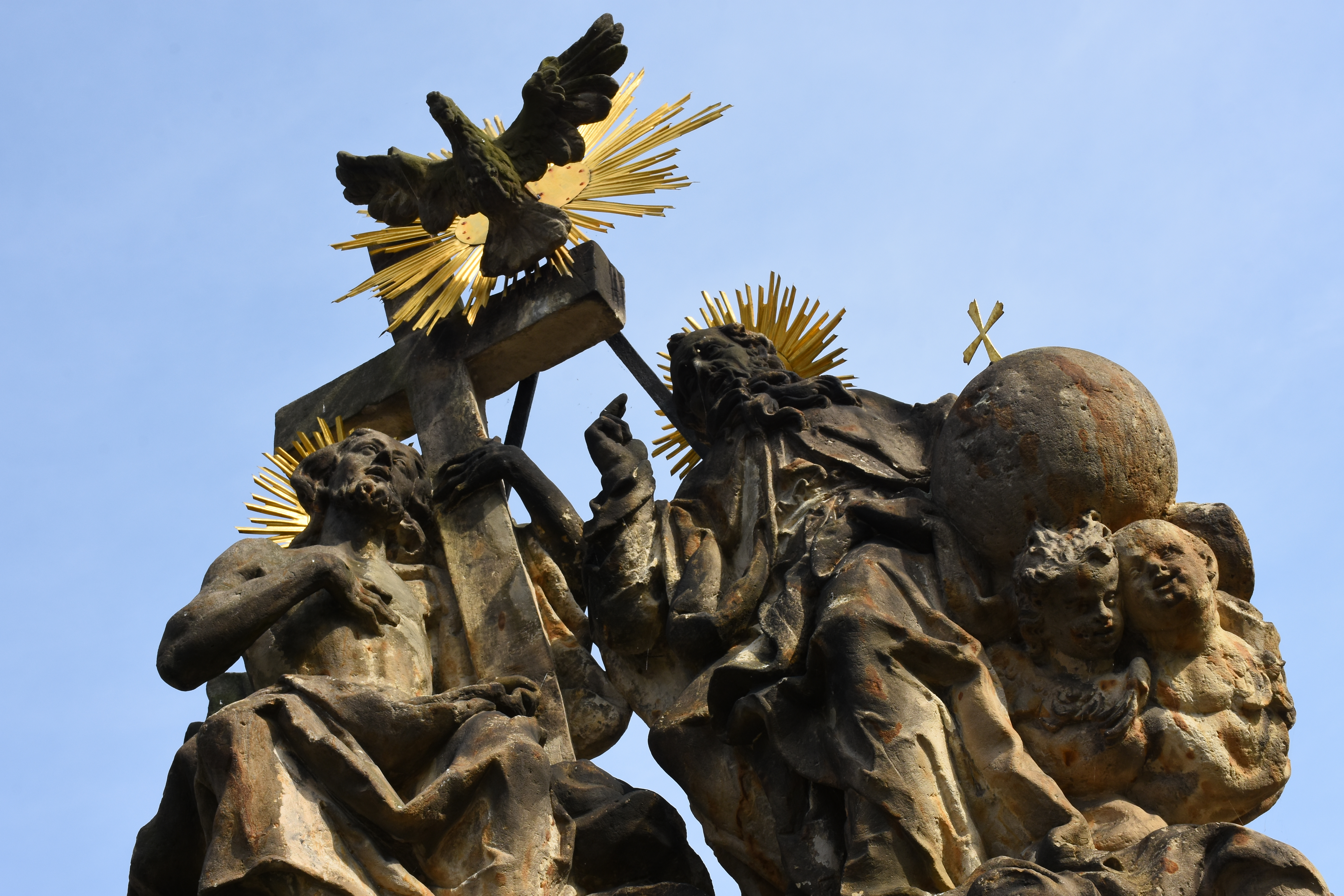
Třebechovice - socha Nejsvětější Trojice
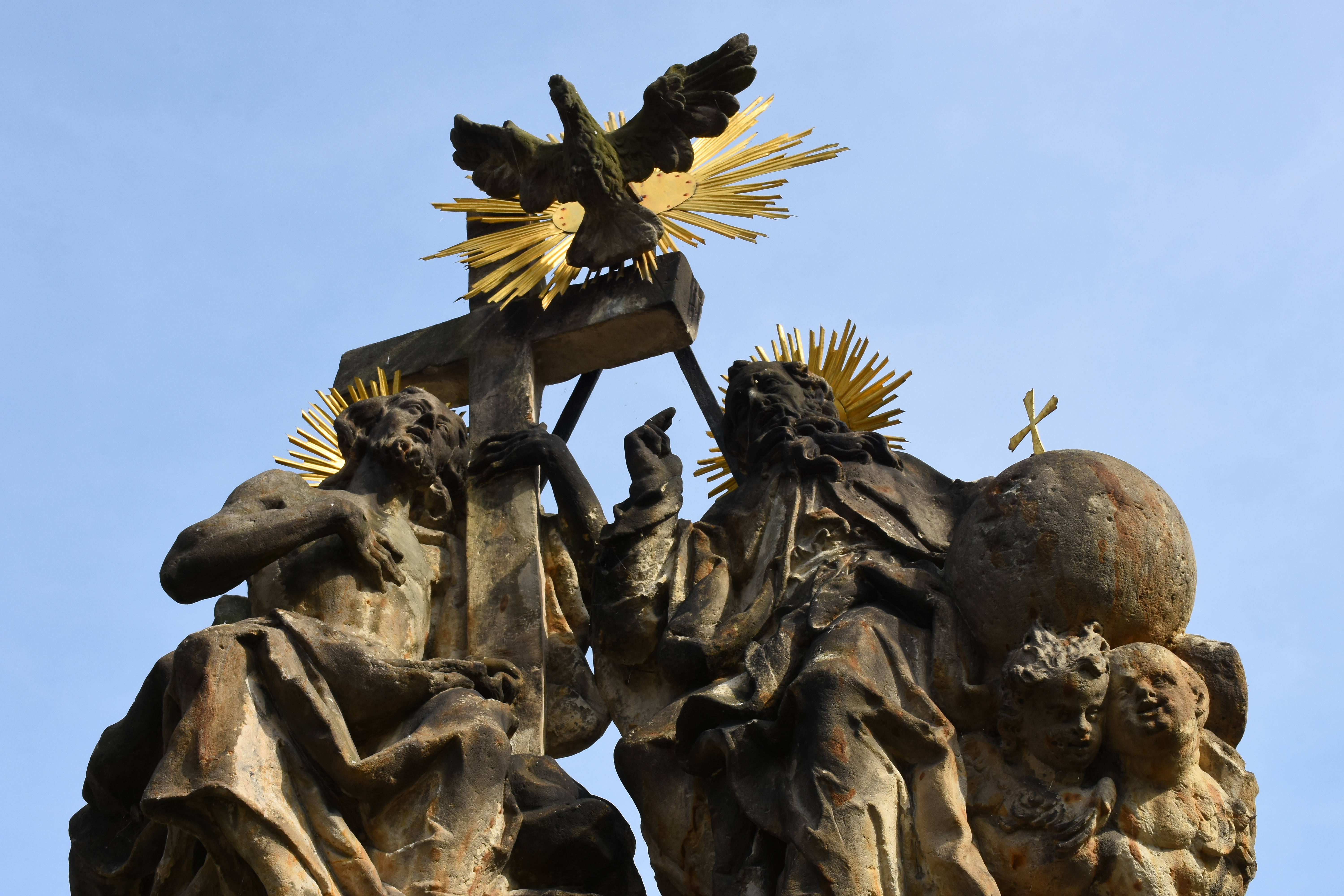
Třebechovice - socha Nejsvětější Trojice